# Gustav Freytag

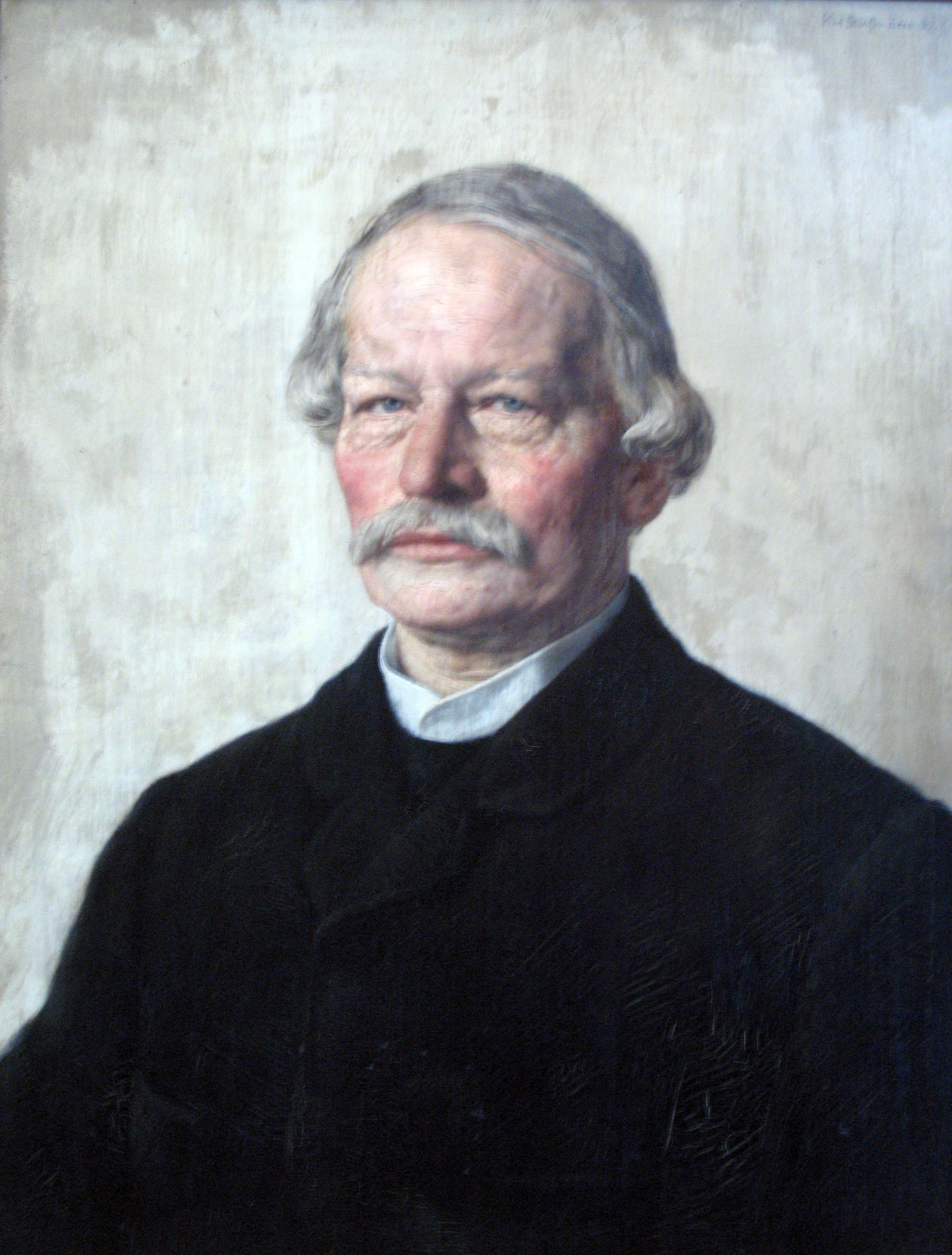
Gustav Freytag, porträtiert von Karl Stauffer-Bern, 1886–1887

Freytags Landhaus in Siebleben, „die gute Schmiede“, das er am 2. Juli 1851 kaufte

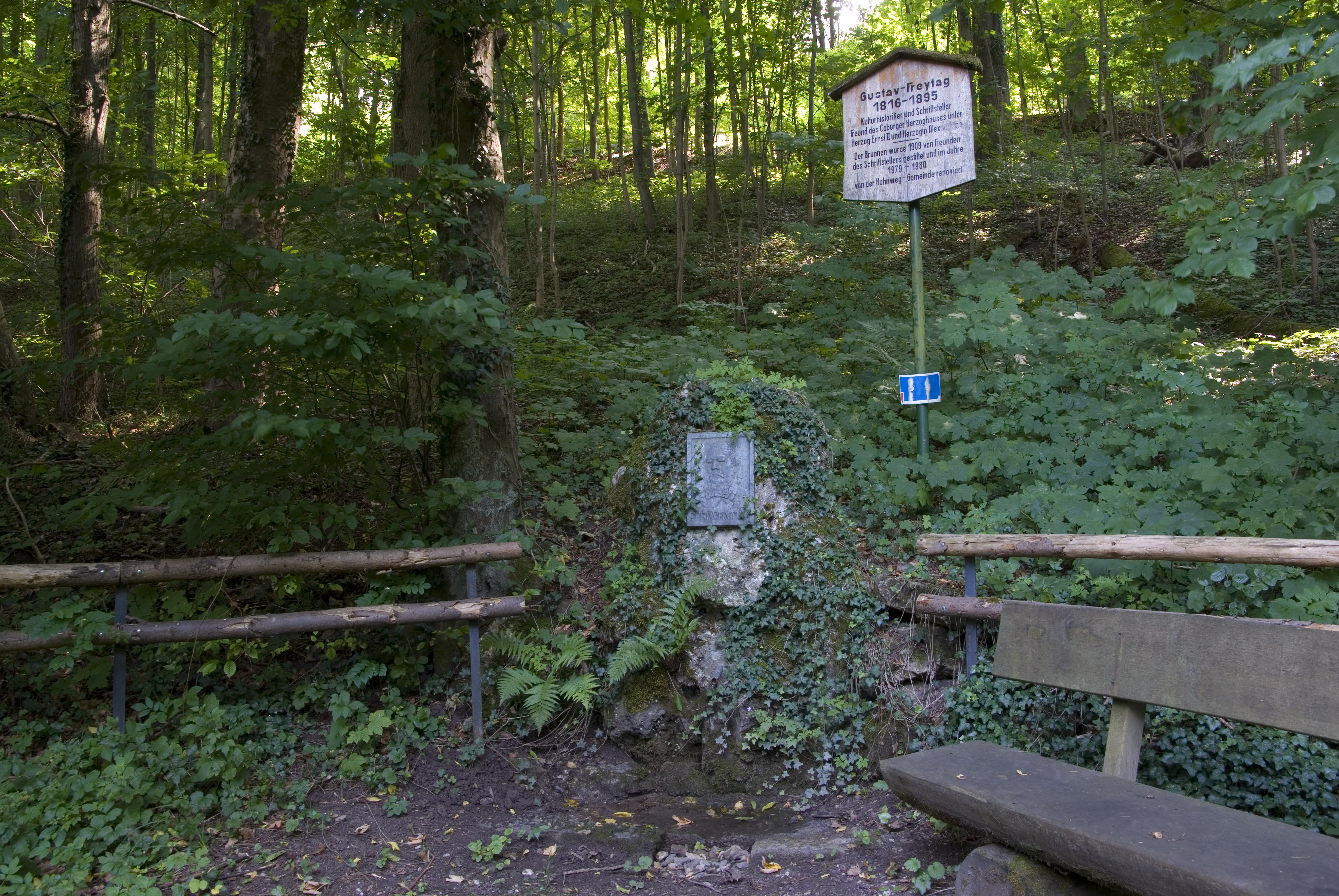
Brunnen in Coburg

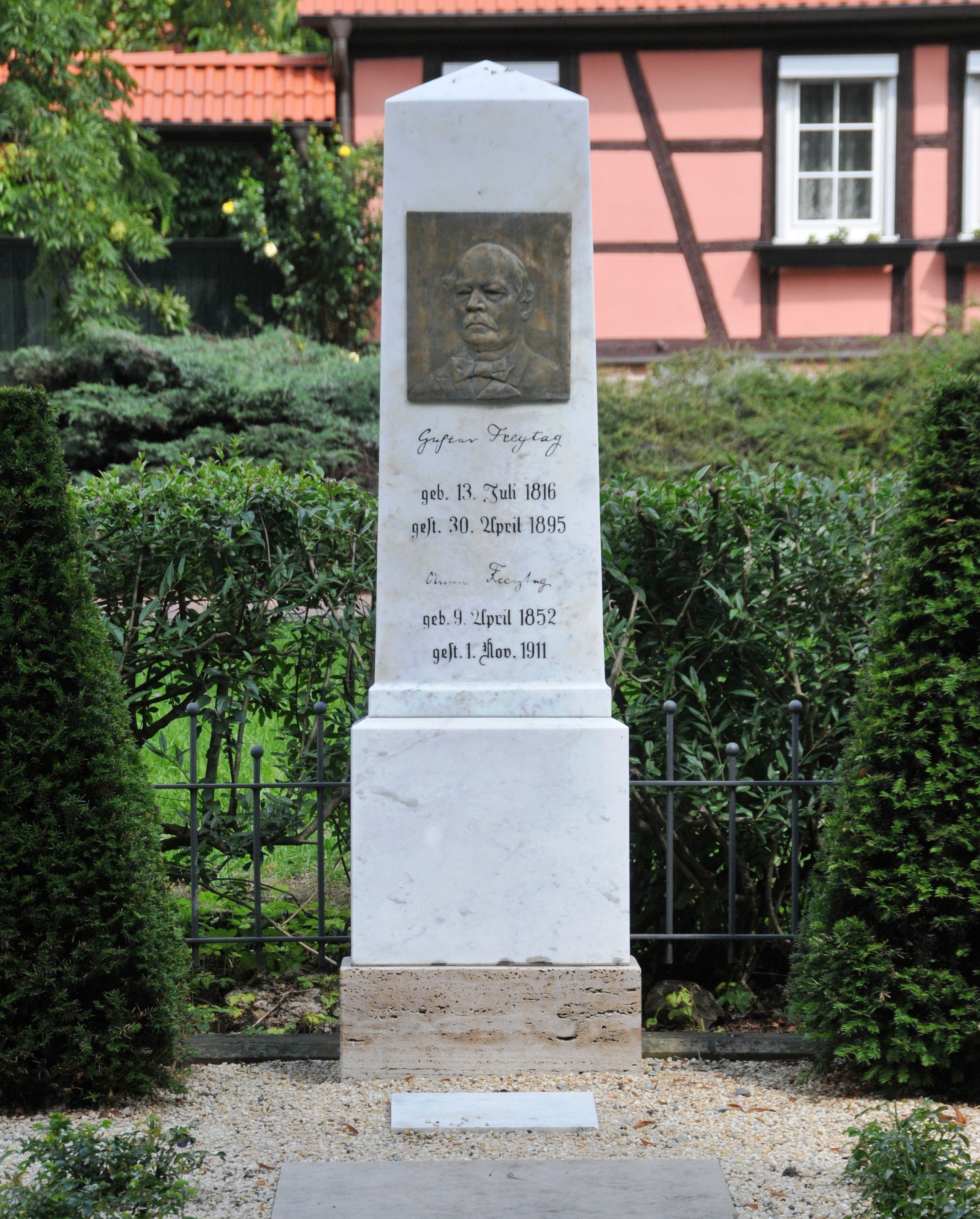
Grabstätte von Gustav und Anne Freytag in Siebleben

Gustav Freytag (* 13. Juli 1816 in Kreuzburg, Kreis Kreuzburg O.S., Provinz Schlesien; † 30. April 1895 in Wiesbaden) war ein deutscher Schriftsteller.

## Leben
Freytags Eltern waren Gottlob Ferdinand Freytag, Arzt und später Bürgermeister in Kreuzburg in Schlesien, und seine Frau Henriette, geb. Zebe. Er besuchte das Oelser Gymnasium und studierte nach dem Abitur bis 1835 Philologie, Kulturgeschichte und antike Kunst an der Schlesischen Friedrich-Wilhelms-Universität Breslau. 1835 wurde er im Corps Borussia Breslau aktiv. Als Inaktiver wechselte er an die Friedrich-Wilhelms-Universität zu Berlin.
Während seines Studiums in Breslau lernte er August Heinrich Hoffmann von Fallersleben kennen und begründete seine Freundschaft zum „Dreizehnlindendichter“ Friedrich Wilhelm Weber (1813–1894). Das Thema seiner Dissertation von 1838 lautete „Über die Anfänge der dramatischen Poesie bei den Germanen“. Von 1839 bis 1847 war er Privatdozent an der Universität Breslau. In dieser Zeit entstanden seine ersten Theaterstücke. Danach übersiedelte er nach Leipzig und ein Jahr später nach Dresden und pflegte regen Umgang mit Literaten. Im Jahr 1848 gab er in Leipzig gemeinsam mit Julian Schmidt die Zeitschrift Die Grenzboten heraus, die er zum einflussreichsten Organ des liberalen deutschen Bürgertums formte. Mit der Übernahme der Grenzboten begann seine Karriere als Journalist. In der Wochenzeitschrift verfasste Freytag auch politisch kritische Artikel, so unter anderem über die Niederschlagung des schlesischen Weberaufstandes, was eine steckbriefliche Fahndung durch Preußen zur Folge hatte. Er ersuchte deshalb seinen Freund Herzog Ernst von Sachsen-Coburg-Gotha um politisches Asyl und zog 1851 nach Siebleben bei Gotha. Herzog Ernst verlieh ihm 1854 den Hofratstitel.
Von Februar bis August 1867 war Freytag Abgeordneter für die Nationalliberale Partei im konstituierenden Reichstag des Norddeutschen Bundes. Bei der Wahl zur ersten Legislaturperiode des Reichstags kandidierte er nicht mehr. Als Begründung schrieb er im Juni 1867 an Herzog Ernst:
„[M]eine nächste Pflicht [ist], dafür zu sorgen, daß das wirkliche Leben meines Volkes den Adel der Poesie nicht verliert. Der Kunst und ihrer Lehre gehört zunächst, was ich von Kräften etwa habe. […] In der Politik ist zweifelhaft, was ich leiste und nütze, in meinem Fach weiß ich’s.“
Freytag wandte sich gegen Kleinstaaterei und verfocht die Kleindeutsche Lösung. Freytag wurde zum Inbegriff des deutschen Liberalen. Aus Enttäuschung über Otto von Bismarcks Politik trat er später zurück. 1870/71 nahm er als Berichterstatter im Hauptquartier des preußischen Kronprinzen Friedrich am Deutsch-Französischen Krieg teil. In den Jahren 1871 bis 1873 vertrat er in der Zeitschrift Im neuen Reich seine nationalliberalen Anschauungen. 1886 wurde er zum geheimen Hofrat ernannt und erhielt den Titel „Exzellenz“. Im selben Jahr erhielt er den Orden Pour le Mérite für Wissenschaften und Künste.

## Künstlerisches Schaffen
1844 erschien Freytags erstes Stück Die Brautfahrt oder Kunz von der Rosen, ein Lustspiel über Kaiser Maximilian, für das er den Preis der Berliner Hofbühne gewann. 1847 erschienen die Schauspiele Die Valentine und Graf Waldemar; im Gegensatz zu ihnen war Freytags 1854 erschienenes Lustspiel Die Journalisten außerordentlich erfolgreich und gehörte bis weit in die erste Hälfte des 20. Jahrhunderts zu den meistaufgeführten Stücken und kanonischen Werken der deutschen Literatur.
Zwischen 1859 und 1867 entstand sein kulturgeschichtliches Hauptwerk Bilder aus der deutschen Vergangenheit in vier Bänden. Freytag schildert darin die deutsche Geschichte am Beispiel ausgewählter Quellentexte. Das Werk, das im Salomon Hirzel Verlag in Leipzig erschien, erfuhr bis 1909 je nach Band zwischen 27 und 32 Auflagen und gehört damit zu den beliebtesten deutschen Geschichtswerken des 19. Jahrhunderts überhaupt.

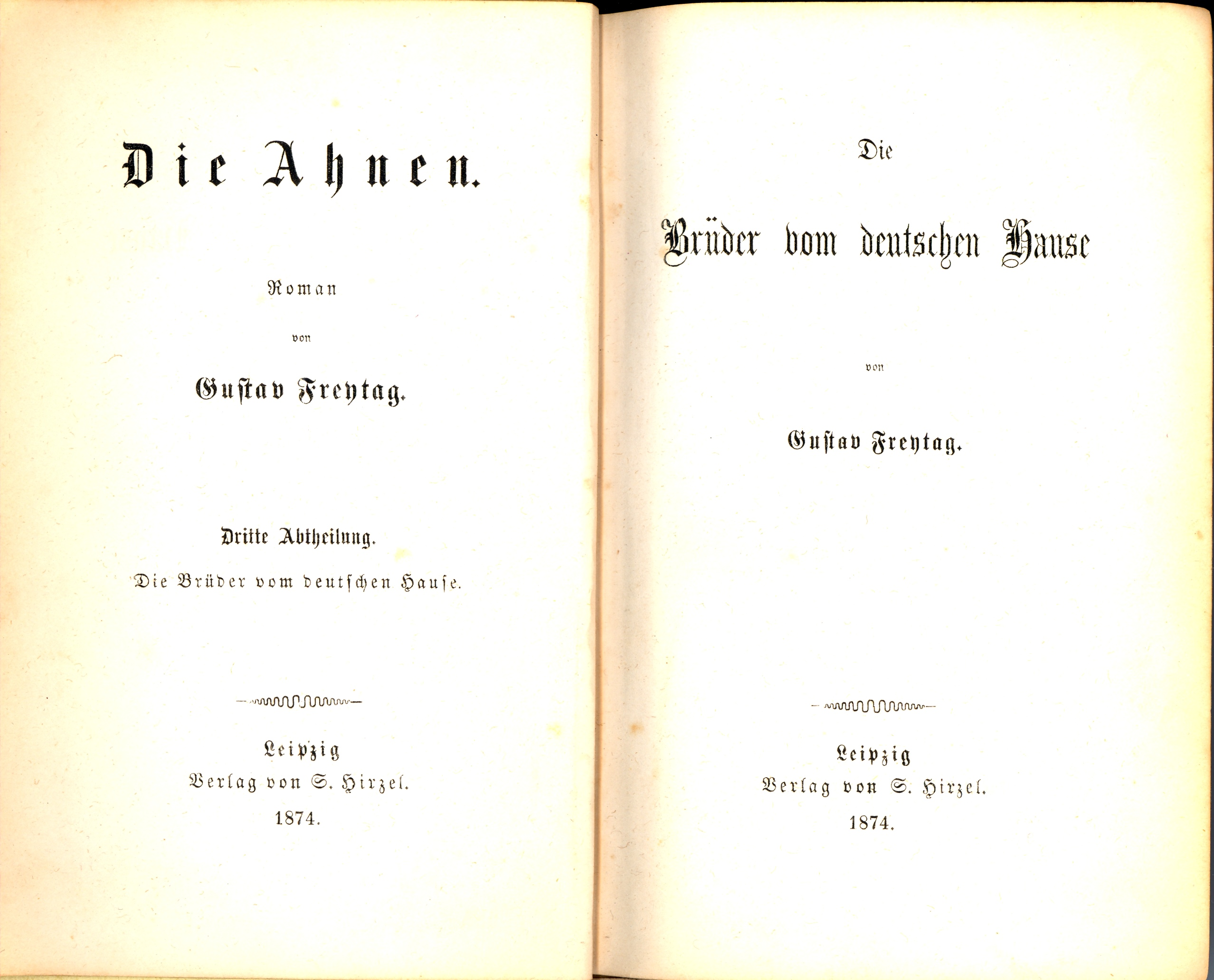
Die Ahnen, 3. Band, 1874

Aufgrund seines Romans Soll und Haben, der 1855 erschien, wurde Freytag nach dem Zweiten Weltkrieg wegen seiner angeblich antisemitischen Tendenz zum Teil heftig kritisiert. Deutlich wurde dies in der Debatte um die Verfilmung von Soll und Haben im Jahr 1977 durch Rainer Werner Fassbinder, die letztlich zur Aufgabe des Projekts durch den WDR führte. Hauptgrund hierfür ist die Darstellung des gewissenlosen, amoralischen und habgierigen jüdischen Kaufmanns Veitel Itzig, den Freytag der Figur des redlichen, von hohem Arbeitsethos geprägten Protagonisten Anton Wohlfart gegenüberstellt. Andererseits hat Freytag sich in mehreren Aufsätzen (Der Streit über das Judentum in der Musik, gegen Richard Wagner, sowie Über den Antisemitismus. Eine Pfingstbetrachtung) ausdrücklich gegen den Antisemitismus ausgesprochen. Weiterhin stellt Freytag in Soll und Haben auch Angehörige z. B. des deutschen Adels als moralisch verworfen dar, während andere Figuren jüdischer Abstammung (u. a. die Eltern des Veitel Itzig) positiv geschildert werden.
Die Technik des Dramas (1863) wurde zu einem der wichtigsten dramaturgischen Lehrbücher seiner Zeit. Freytag fasst hier die Dramentheorie des geschlossenen Dramas nach Aristoteles und vor allem Friedrich Schiller zum „pyramidalen Aufbau“ (Exposition und erregendes Moment, Höhepunkt mit Peripetie, retardierendes Moment und Lösung bzw. Katastrophe) des klassischen Dramas zusammen. Freytags „Technik des Dramas“ war unter anderem prägend für das in seinem Heimatland bis heute überaus erfolgreiche dramatische Werk des lettischen Nationalschriftstellers Rūdolfs Blaumanis (1863–1908).
Das Gesamtwerk erschien 1886 bis 1888 in 22 Bänden.
1869 schrieb Freytag den Text Karl Mathy. Geschichte seines Lebens, der das Leben eines früheren Freundes Freytags schildert. Ein weiterer Romanzyklus erschien von 1872 bis 1880 unter dem Namen Die Ahnen und schildert die fiktiven Schicksale einer deutschen Familie von der germanischen Zeit bis zur damaligen Gegenwart, womit er einen Bogen von den Germanen zu den Deutschen seiner Zeit spannte. Knappe zehn Jahre vor seinem Tod, im Jahre 1886, gestaltete er mit Erinnerungen einen tagebuchähnlichen Text, in dem er seine wichtigsten Lebensabschnitte schilderte.

## Privates
Von 1817 bis 1828 wohnte Freytag mit seinen Eltern in Pitschen in Schlesien. Ostern 1829 zog er zu seinem Onkel nach Oels, um dort das Gymnasium zu besuchen, wo er am 30. Mai 1835 seine Abiturprüfung bestand. Danach studierte er bis Oktober 1836 in Breslau Philologie, anschließend in Berlin. Am 30. Juni 1838 erfolgte die Promotion, am 1. Mai 1839 die Habilitation in Breslau. Von 1839 bis 1844 war Freytag Dozent in Breslau.
Nach einem kurzen Wohnortwechsel nach Leipzig 1846 zog er 1847 nach Dresden und 1848 wieder nach Leipzig. Im Herbst 1847 heiratete er Emilie Scholz, geschiedene Gräfin Dyhrn, die er 1842 während eines Helgoland-Urlaubs kennengelernt hatte, als sie noch verheiratet war. 1851 zog er nach Siebleben in die „gute Schmiede“.
Zu Freytags engerem Bekanntenkreis gehörte sein Landsmann, der Schriftsteller Karl von Holtei.

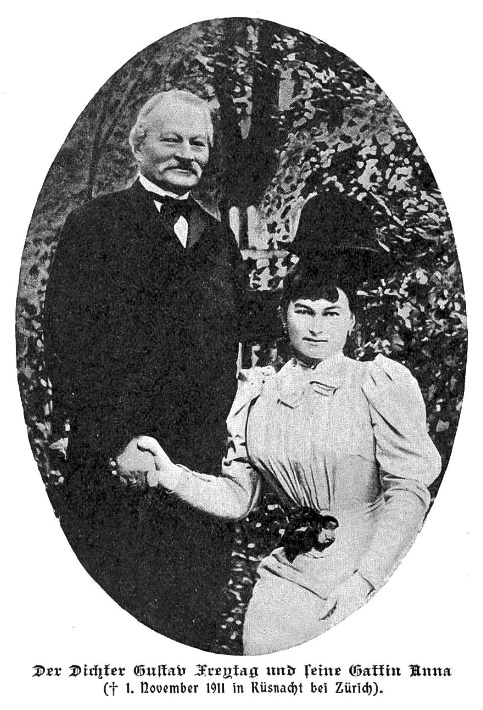
Gustav Freytag und Anna Strakosch, geb. Götzel.

1848 starb Gustav Freytags Vater, 1855 seine Mutter, 1858 sein Bruder Reinhold. Am 13. Oktober 1875 starb seine Frau Emilie. Seine zweite Frau Marie Kunigunde Dietrich (* 2. November 1846, † 4. März 1896), die er am 16. August heiratete, gebar 1876 den Sohn Gustav Willibald in Heddernheim und 1877 den Sohn Waldemar († 19. Januar 1884). Von Dezember 1876 bis 1881 wohnte er im noblen Hotel zur Rose in Wiesbaden. Mit Julian Schmidt, dem Mitherausgeber der „Grenzboten“ und späteren Literaturkritiker und -historiker, verband Gustav Freytag eine jahrzehntelange intensive Freundschaft. Der Tod des „Herzensschmidt“ im Jahr 1886 war ein schwerer Schlag für den gesundheitlich angegriffenen Freytag.
1884 lernte Freytag die Wiener Jüdin Anna Strakosch (* 9. April 1852, † 1. November 1911) kennen. Am 29. September 1890 wurde die Ehe mit Marie Kunigunde Dietrich geschieden. Im März 1891, mit 75 Jahren, heiratete Freytag in dritter Ehe Anna Strakosch, geb. Götzel, seit 26. November 1890 geschieden von Alexander Strakosch. Anna brachte die Tochter Mika-Maria (* 22. April 1875, † 23. Juli 1959) in die neue Ehe mit. Die Hochzeitsreise ging nach Nizza (Hotel des Anglais) und an die oberitalienischen Seen.
Freytag starb mit 78 Jahren in Wiesbaden und fand seine letzte Ruhestätte in Siebleben, heute ein Ortsteil von Gotha. Um sein Erbe kam es zu einem Prozess zwischen seinem Sohn Gustav, den er durch Testament vom 3. November 1891 zum Alleinerben eingesetzt hatte, und seiner Witwe Anna, geb. Götzel, die zuletzt mit Freytag in häuslicher Gemeinschaft gelebt hatte. Erbe und Testamentsvollstrecker zweifelten das von Anna angelegte Nachlassverzeichnis an und klagten vor dem Oberlandesgericht Frankfurt am Main erfolgreich auf Vervollständigung und Beeidigung des Verzeichnisses.
Freytags Stieftochter Mika-Maria wurde 1943 nach Theresienstadt deportiert und dort zwei Jahre später befreit. Sie kam dann wieder zurück und wohnte in der Weimarer Str. 145 in Gotha-Siebleben. Dort wurde für sie vom Bildhauer Gunter Demnig ein Stolperstein eingelassen.

## Ehrungen

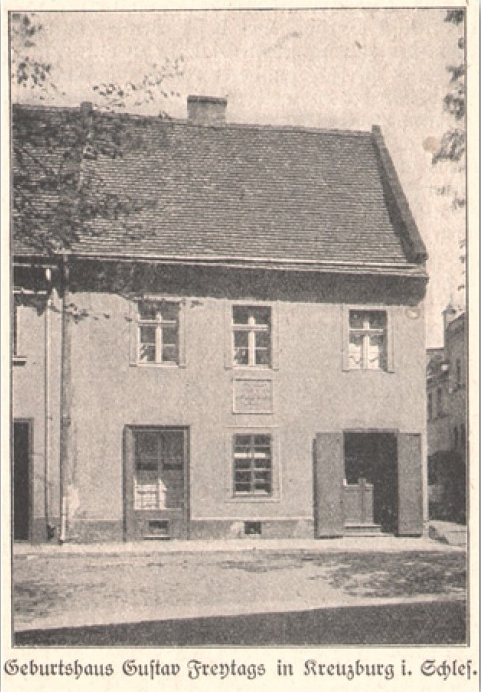
Geburtshaus mit Gedenktafel in Kreuzburg/Schlesien (um 1910)

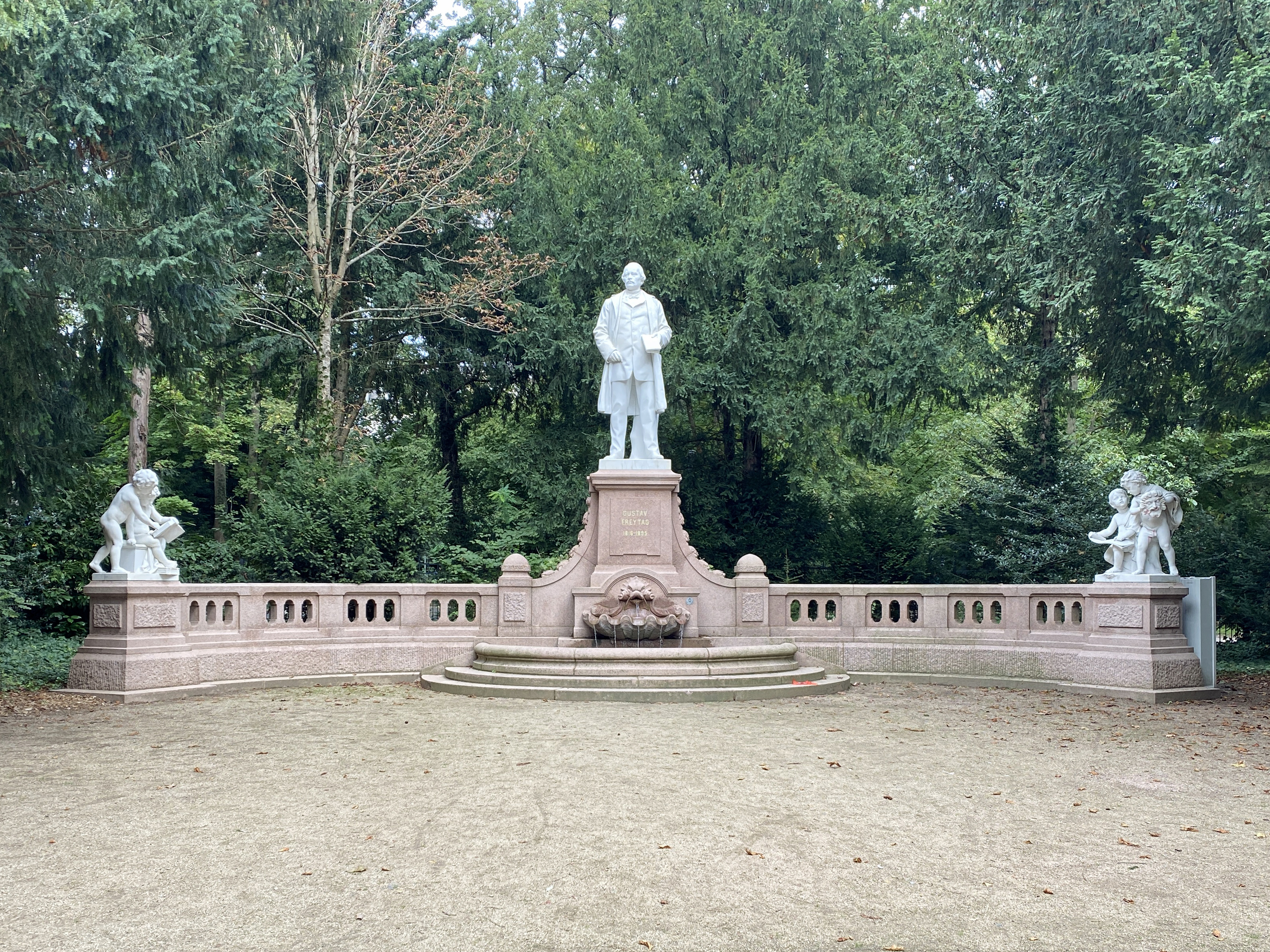
Gustav-Freytag-Denkmal im Kurpark Wiesbaden

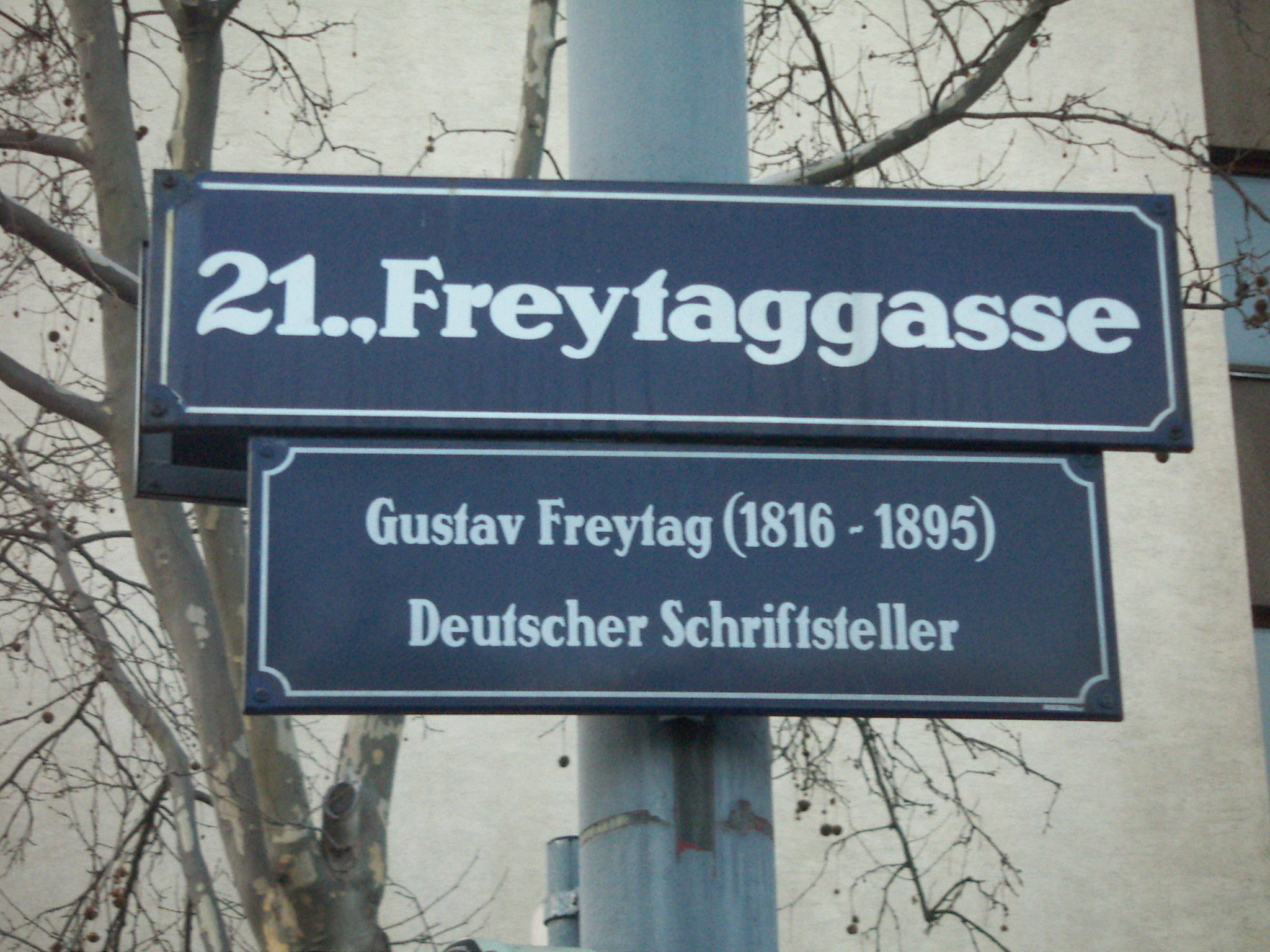
Freytaggasse in Wien-Floridsdorf

In Thüringen wurde zu Ehren des Dichters der Wanderweg, der die Wachsenburg und die Mühlburg im Burgenensemble Drei Gleichen verbindet, Gustav-Freytag-Weg benannt.
Siebleben beherbergt einen Gustav-Freytag-Park sowie das Gustav-Freytag-Gymnasium, in Gotha-Ost gibt es die Gustav-Freytag-Straße, und auf dem Friedhof neben der Sieblebener Kirche steht das Grabmal Freytags.
In zahlreichen deutschen Städten sind Straßen nach Gustav Freytag benannt (z. B. in Weimar, München und Berlin). Des Weiteren wurden eine Realschule in Berlin-Reinickendorf – die Gustav-Freytag-Oberschule – und das Gymnasium in Siebleben – das Gustav-Freytag-Gymnasium – nach ihm benannt.
In Kreuzburg OS. (seit 1945: Kluczbork), wo Freytag seine Jugend verbracht hatte, wurde ein Brunnen mit seinem Reliefbild vor dem Rathaus am Ring errichtet, der nach 1945 abgerissen wurde; Anfang der 1940er Jahre wurden eine Schule und das Museum nach ihm benannt. Am Haus Am Ring Nr. 31 wurde damals eine Gedenktafel angebracht. Bereits nach seinem Tod hatte man in Kreuzburg entschieden, ihm zu Ehren eine Eiche im dortigen Stadtwald am 26. Juni 1903 vom Schlesischen Forstverein pflanzen zu lassen. Zwei weitere Bäume waren dem Großgrundbesitzer Eduard Georg v. Bethusy-Huc und dem Königlichen Kanzleirat Franz Welczek gewidmet worden.

## Gustav-Freytag-Gedenkstätte
In dem Gothaer Stadtteil Siebleben besteht seit Mai 2009 eine Gustav-Freytag-Gedenkstätte, die im Gartenpavillon neben dem einstigen Wohnhaus des Dichters eingerichtet ist. Die Gedenkstätte beinhaltet ein nachgestelltes Wohn- und Arbeitszimmer Gustav Freytags, sowie eine Ausstellung zum Leben und Wirken des Dichters mit originalen Gegenständen und Dokumenten aus seinem Nachlass. Nur etwa 70 Gegenstände aus der Sieblebener Zeit von Freytag sind ausgestellt. Alle 700 entsprechenden Gegenstände waren zur DDR-Zeit, in den 1970er Jahren, aus Siebleben nach Weimar verbracht worden. Dort befinden sie sich größtenteils noch.
Das Wohnhaus (Gustav-Freytag-Haus) selbst wurde im Jahre 2016 saniert, Anfang der 1990er Jahre waren Dach, Fenster und Heizung erneuert worden. Zwischenzeitlich unter anderem als Kindertagesstätte genutzt, ist es heute ein Geschäftshaus. Das geschichtsträchtige Haus war 1780 vom Herzoglichen Staatsminister Sylvius von Frankenberg in einem kleinen Park erbaut worden. In dem Haus kehrten Napoleon und Goethe, später auch Thomas Mann ein. Gustav Freytag schrieb dort viele seiner Werke.

### Werke von Gustav Freytag (in Auswahl)

#### Werksammlungen
- Gesammelte Werke, 22 Bände, Leipzig 1886–1888. Mikrofiche-Ausgabe: München [u. a.] : Saur, 1990–1994, ISBN 3-598-50797-6
- Dramatische Werke. 3 Bände. Leipzig 1848–1850.
  - Dramatische Werke. Band 1. Ruge, Leipzig 1848.
  - Dramatische Werke. Band 2. Verlagsbureau, Leipzig 1849.
  - Dramatische Werke. Band 3. Leipzig 1850
- Dramatische Werke. 2 Bände. S. Hirzel, Leipzig 1874. 380, 327 S.
- Gesammelte Aufsätze. Band 1: Politische Aufsätze. Band 2: Aufsätze zur Geschichte, Literatur und Kunst. 1888
- Ernst Elster (Hrsg.): Vermischte Aufsätze aus den Jahren 1848 bis 1894. 2 Bände. Hirzel, Leipzig 1901–1903.

#### Romane

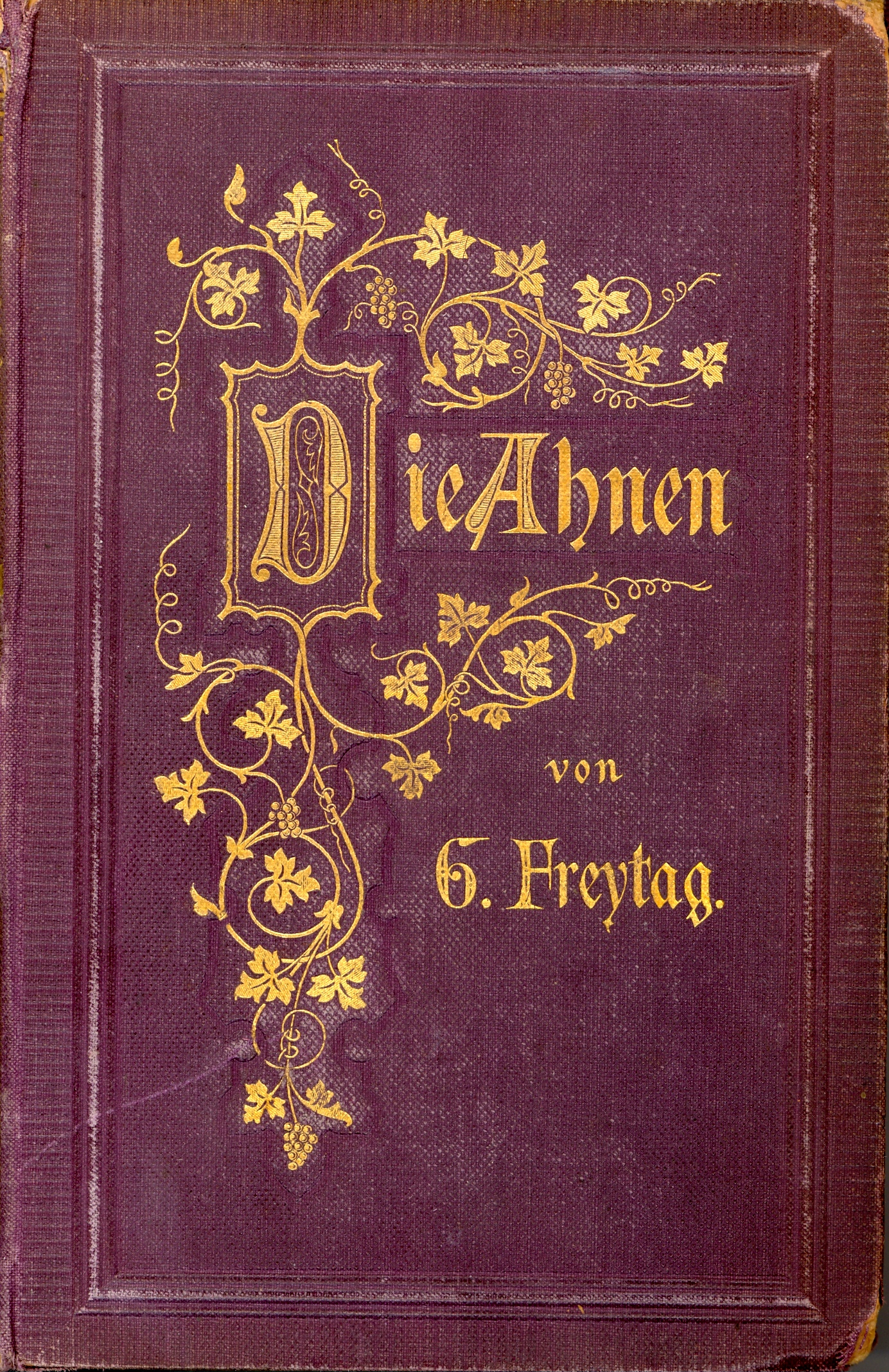
Die Ahnen, Band 3
(Erstausgabe 1874)

- Soll und Haben. Roman in sechs Büchern. 3 Bände, Hirzel, Leipzig 1855
- Die verlorene Handschrift. Roman in 5 Büchern. Hirzel, Leipzig 1864 (25. Auflage 1895)
- Die Ahnen, Abtheilung 1–6 (Band 1–6), 1872–1880
  - 1. Abtheilung (Band 1): Ingo und Ingraban. Verlag S. Hirzel, Leipzig 1872. 514 S.
  - 2. Abtheilung (Band 2): Das Nest der Zaunkönige. S. Hirzel, Leipzig 1873. 416 S.
  - 3. Abtheilung (Band 3): Die Brüder vom deutschen Hause. S. Hirzel, Leipzig 1874. 428 S.
  - 4. Abtheilung (Band 4): Marcus König. S. Hirzel, Leipzig 1876. 442 S. (2. Auflage 1876)
  - 5. Abtheilung (Band 5): Die Geschwister. S. Hirzel, Leipzig 1878. 436 S.
  - 6. Abtheilung (Band 6): Aus einer kleinen Stadt. S. Hirzel, Leipzig 1880. 400 S. (3. Auflage 1880)

#### Theaterstücke
- Die Brautfahrt oder Kunz von der Rosen. Lustspiel in 5 Akten. Bloch, Berlin 1840. XII, 166 S. (Freytag, dramat. Werke; 2)
- Der Gelehrte. Trauerspiel in einem Act. Bloch, Berlin 1844. S. 115–158.
- Deutsche Geister. Festspiel. Breslau 1845. 20 S.
- Die Valentine. Schauspiel in 5 Acten. Bloch, Berlin (1846). 112 S.
- Graf Waldemar. Schauspiel in 5 Akten. Herbig, Leipzig 1850. 153 S.
- Die Journalisten. Lustspiel in 4 Akten. Elbert, Leipzig 1852. 73 S.
- Die Fabier. Trauerspiel in 5 Acten. S. Hirzel, Leipzig 1859. 221 S.

#### Historische und biographische Werke
- Bilder aus der deutschen Vergangenheit. Hrsg. von Gustav Freytag. Vier Bände, 1859–1867
  - Band 1: Aus dem Mittelalter. Band 1. S. Hirzel, Leipzig 1859. XVI, 351 S.
  - Band 2, Abt. 1: Vom Mittelalter zur Neuzeit (1200–1500). Band 2. S. Hirzel, Leipzig 1859. 406 S.
  - Band 2, Abt. 2: Aus dem Jahrhundert der Reformation (1500–1600).
  - Band 3: Aus dem Jahrhundert des großen Krieges (1600–1700).
  - Band 4: Aus neuer Zeit (1700–1848).
- Neue Bilder aus dem Leben des deutschen Volkes. S. Hirzel, Leipzig 1862. XVI, 588 S.
- Karl Mathy. Geschichte seines Lebens. S. Hirzel, Leipzig 1870. IV, 420 S. (2. Auflage 1872)
- Wolf Graf von Baudissin. Leipzig 1880
- Doktor Luther. Eine Schilderung. 1. Auflage. S. Hirzel, Leipzig 1883. 159 S. (2. Auflage 1883)

#### Briefe
- Hermance Strakosch-Freytag, Kurt Heinrich Bruno Leo und Walter van der Bleek (Hrsg.): Gustav Freytag – Briefe an seine Gattin. 3.–4. Auflage. Borngräber, Berlin 1912. 6, IX, 604 S.
- Gustav Freytag und Heinrich von Treitschke im Briefwechsel, Verlag von S. Hirzel, Leipzig 1900
- Gustav Freytag und Herzog Ernst von Coburg im Briefwechsel 1853 bis 1893, von Eduard Tempeltey. S. Hirzel Verlag, S. 212–217, Leipzig, 1904
- „Mein theurer Theodor“ Gustav Freytags Briefe an Theodor Molinari 1847–1867. Nach den Handschriften herausgegeben und kommentiert von Izabela Surynt und Marek Zybura. Neisse Verlag, Dresden 2006, ISBN 3-934038-63-8.
- Philip Kraut, Jürgen Jaehrling, Uwe Meves, Else Hünert-Hofmann (Hrsg.): Briefwechsel der Brüder Jacob und Wilhelm Grimm mit Gustav Freytag, Moriz Haupt, Heinrich Hoffmann von Fallersleben und Franz Joseph Mone (= Briefwechsel der Brüder Jacob und Wilhelm Grimm. Kritische Ausgabe in Einzelbänden. Bd. 7). Hirzel, Stuttgart 2015, ISBN 978-3-7776-2487-7.

#### Sonstiges
- De initiis scenicae poesis apud Germanos. Auctor Gustavus Freitag (Gustav Freytag). Berolini 1838 (Berlin 1838)
- De Hrosvitha poetria. Adjecta est comedia Abraham inscripta. Auctor Gustavus Freitag. Phil. Diss., Breslau 1839. Friedlaenderi, Vratislavae 1839. 42 S.
- In Breslau. Gedichte. Kern, Breslau 1845.
- Die Technik des Dramas. S. Hirzel, Leipzig 1863. 310 S. (Digitalisat)
  - Die Technik des Dramas, Bearbeitete Neuausgabe, Autorenhaus Verlag, Berlin 2003
- Deutsche Ansiedler im schlesischen Grenzwald. Leipzig 1871
- Erinnerungen aus meinem Leben. S. Hirzel, Leipzig 1887. VIII, 377 S.
- Der Kronprinz und die deutsche Kaiserkrone. Erinnerungsblätter. 1. Auflage. S. Hirzel, Leipzig 1889. 126 S. (2. & 3. Auflage 1889)
- Gustav Wilibald Freytag (Hrsg.): Auf der Höhe der Vogesen. Kriegsberichte von 1870/71 von Gustav Freytag. S. Hirzel, Leipzig 1914. IV, 114 S.

#### Als Herausgeber
- Die Grenzboten, 1848–1870
- Otto Ludwig: Gesammelte Werke. Vier Bände, 1870.

### Werke nach Texten von Gustav Freytag
- Soll und Haben. Schauspiel in 5 Acten. Nach dem gleichnamigen Romane Gustav Freytag's für die Bühne bearbeitet von Karl Wexel. 1859. 89 S.
- Die Fabier. Dramatische Oper in 5 Acten nach Gustave Freytag. Textbuch Gustav von Meyern – Hohenberg. Musik von August Langert. Den Bühnen gegenüber als Ms. gedruckt. Bote & Bock, Berlin 1868. 48 S. (1868 war die Erstaufführung in Berlin)
  - Die Fabier. Dramatische Oper in 5 Acten nach Gustave Freytag. Text Gustav von Meyern. Musik von August Langert. Bloch, Berlin 1868. 48 S.
- Ingo. Grosse Oper in 4 Akten. Text nach dem gleichnamigen Roman von Gustav Freytag. Musik von Philipp Bartholomé Rüfer (op. 35). Clavierauszug mit Text von Max Reger. Musikdruck. Thelen, Berlin 1895. 208 S.
- Ingo. Oper in zwei Teilen (4 Aufzügen) nach Gustav Freytags Roman. Bearbeitet und in Musik gesetzt von Bernhard Scholz. Vollständiger Text der Oper. Selbstverlag. Dt. Genossenschaft dramatischer Autoren und Komponisten, Leipzig (ca. 1898). 47 S.
- Max Ringer: Ingo. Dramatisches Sittenbild aus deutscher Vergangenheit. Nach Gustav Freitags gleichnamigen Roman bearbeitet (Als Ms. gedruckt). Verlagsanstalt neuer Literatur und Kunst. Wien – Leipzig 1904. 96 S.

### Verfilmungen
- Soll und Haben (D, 1924), unter der Regie von Carl Wilhelm, mit Hans Brausewetter, Mady Christians, Ernst Deutsch, Hugo Döblin, Karl Etlinger, Heinrich George, Olga Tschechowa
- Die Journalisten (Deutscher Fernsehfilm, 1961), unter der Regie von Fritz Umgelter, mit Alfred Schieske, Ursula Kopp, Dagmar Altrichter, Heinz Weiss, Karl Walter Diess

### Hörspiel
- 1970: Die Journalisten. Aus der Reihe Seinerzeit ausverkauft (Produzent: BR) – Regie: Heinz-Günter Stamm; Laufzeit: 78'20 Minuten

### Hörbuch
- Die Ahnen, Bd. I.1 Ingo Public-Domain-Hörbuch bei LibriVox
- Die Ahnen, Bd. I.2 Ingraban Public-Domain-Hörbuch bei LibriVox
- Die Ahnen – Das Nest der Zaunkönige Public-Domain-Hörbuch bei LibriVox

### Sekundärliteratur
- Constantin Rößler: Gustav Freytag und die deutsche Dichtung der Gegenwart. Springer, Berlin 1860, 99 S.
- Adalbert Heinrich Horawitz: Gustav Freytag als Dichter und Historiker. A. Hölder, Wien 1871, 43 S.
- Conrad Alberti: Gustav Freytag, sein Leben und Schaffen. Mit einem Bild des Dichters. Schloemp, Leipzig 1885, IV, 236 S.
- Friedrich Seiler: Gustav Freytag. Voigtländer, Leipzig 1898. VIII, 224 S. (Biographische Volksbücher: Lebensbilder aus dem 19. Jhd., Nr. 48/55).
- Alfred Dove: Freytag, Gustav. In: Allgemeine Deutsche Biographie (ADB). Band 48, Duncker & Humblot, Leipzig 1904, S. 749–767.
- Richard Nordmann: Gustav Freytag. Engelmann, Leipzig 1906. 23 S.
- Otto Mayrhofer: Gustav Freytag und das Junge Deutschland. Elwert, Marburg 1907. (Nachdruck: Johnson, New York, N.Y. u. a. 1968) (= Beiträge zur deutschen Literaturwissenschaft, Band 1).
- Roland Freymond: Der Einfluss von Charles Dickens auf Gustav Freytag. Mit besonderer Berücksichtigung der Romane „David Copperfield“ und „Soll und Haben“. 1912. (Nachdruck: Gerstenberg, Hildesheim 1973.) (= Prager Deutsche Studien. Band 19.)
- Paul Ulrich: Studien zum Roman Gustav Freytag. Weidmann, Berlin 1913. 24 S.
- Kurt Classe: Gustav Freytag als politischer Dichter. (Phil. Diss., Münster). Lax, Hildesheim 1914. 107 S.
- Oswald Dammann: Gustav Freytag und der Konstitutionalismus. (Phil. Diss., Fr. i. B.). Freiburger Werkstätten für Plakate und Kalender, Freiburg i. B. 1916. 82 S.
- Georg Droescher: Gustav Freytag in seinen Lustspielen. (Phil. Diss., Berlin). Thomas & Hubert, Weida i.Th. 1919. 118 S.
- Fritz Martini: Freytag, Gustav. In: Neue Deutsche Biographie (NDB). Band 5, Duncker & Humblot, Berlin 1961, ISBN 3-428-00186-9, S. 425–427 (Digitalisat).
- Renate Herrmann: Gustav Freytag. Bürgerliches Selbstverständnis und preußisch-deutsches Nationalbewusstsein. Zur Geschichte des national-liberalen Bürgertums der Reichsgründungszeit. Würzburg 1974 (Dissertation an der Universität Würzburg, Philosophie Fachbereich II – Neuphilologien, Geschichte, Kunstgeschichte 1975, ohne ISBN).
- Michael Kienzle: Der Erfolgsroman. Zur Kritik der poetischen Ökonomie bei Gustav Freytag und Eugenie Marlitt. Metzler, Stuttgart 1975, ISBN 3-476-00311-6.
- Claus Holz: Flucht aus der Wirklichkeit. „Die Ahnen“ von Gustav Freytag. Untersuchungen zum realistischen historischen Roman d. Gründerzeit 1872–1880. Lang, Frankfurt am Main u. a. 1983. (= Europäische Hochschulschriften; Reihe 1, Dt. Sprache u. Literatur, Band 624) ISBN 3-8204-7530-3.
- Gabriele Büchler-Hauschild: Erzählte Arbeit. Gustav Freytag und die soziale Prosa des Vor- und Nachmärz. Schöningh, Paderborn u. a. 1987, ISBN 3-506-78111-1.
- Jürgen Matoni, Margarete Galler: Gustav-Freytag-Bibliographie. Laumann, Dülmen 1990, ISBN 3-87466-141-5.
- Jürgen Matoni: Die Juden in Gustav Freytags Werken. In: Oberschlesisches Jahrbuch Band 8. Gebrüder Mann, Berlin 1992, ISBN 3-7861-1683-0, S. 107–116 (online bei matoni.de (Memento vom 29. Januar 2012 im Internet Archive)).
- Martin Gubser: Literarischer Antisemitismus. Untersuchungen zu Gustav Freytag und anderen bürgerlichen Schriftstellern des 19. Jahrhunderts. Wallstein-Verlag, Göttingen 1998, ISBN 3-89244-259-2.
- Norbert Otto: Julian Schmidt. Eine Spurensuche. Hildesheim 2018, 252 S., ISBN 978-3-487-08617-0 (über die Freundschaft Schmidt/Freytag vgl. bes. S. 56ff. und S. 176ff.)
- Hannah Burdekin: The ambivalent author. Five German writers and their Jewish characters, 1848–1914. Lang, Oxford u. a. 2002. (= Britische und irische Studien zur deutschen Sprache und Literatur, Band 29) ISBN 3-906767-05-1.
- Izabela Surynt: Das „ferne“, „unheimliche“ Land. Gustav Freytags Polen. Thelem bei w.e.b., Dresden 2004. (= Arbeiten zur neueren deutschen Literatur, Band 21) ISBN 3-937672-33-8.
- Larry L Ping: Gustav Freytag and the Prussian Gospel. Novels, Liberalism, and History. Peter Lang, Oxford u. a. 2006 (= North American Studies in 19th-Century German Literature, Band 37) ISBN 3-03910-545-0.
- Jürgen W. Schmidt: „Mein Vaterland, an dem ich mit großer Pietät hänge …“ – Aus dem politischen Leben Gustav Freytags (1816–1895). In: Jahrbuch für Erfurter Geschichte. Bd. 1, 2006, S. 51–76.
- Hans-Wolf Jäger: Gustav Freytag und der Journalismus. In: Astrid Blome, Holger Böning (Hrsg.): Presse und Geschichte. Bremen 2008. S. 241–259
- Bernt Ture von zur Mühlen: Gustav Freytag. Biographie, Wallstein-Verlag, Göttingen 2016, 272 S., ISBN 978-3-8353-1890-8.
- Philipp Böttcher: Gustav Freytag – Konstellationen des Realismus. Berlin/New York 2018. ISBN 978-3-11-053930-1.